# Charles de Blic
 (août 2018).
Si vous disposez d'ouvrages ou d'articles de référence ou si vous connaissez des sites web de qualité traitant du thème abordé ici, merci de compléter l'article en donnant les références utiles à sa vérifiabilité et en les liant à la section « Notes et références ».
Charles de Blic, né à Dijon le 13 août 1887 et mort à Paris le 10 mai 1965, est un contre-amiral français.

## Biographie

### Famille
Charles Édouard Marie de Blic est le fils de Raymond de Blic et de Marie de Foucauld. Neveu de saint Charles de Foucauld, qui fut son parrain, et de l'amiral Louis Borel de Brétizel, il est le petit-neveu de Marguerite de Blic et le cousin germain d'Emmanuel de Blic.

### Formation
Après des études chez les Jésuites à Dijon et à Florennes, en Belgique, il entre à l'École navale en 1906, dont il sort aspirant en 1909, avant d'être promu enseigne de vaisseau en 1911, dans la division navale de l'Extrême-Orient.
En 1913, il est en instruction à l'École des officiers torpilleurs à Toulon, dont il sort officier breveté torpilleur l'année suivante.

Le jeune Charles de Blic, chez ses parents au château de Barbirey, avec son oncle et parrain le Père Charles de Foucauld.

### Première Guerre mondiale
Il participe activement à la Grande guerre en tant que commandant de sous-marins. Il est cité en 1915 à l'ordre de l'armée et en 1916 pour l'attaque, par son sous-marin, d'un vaisseau ennemi dans la mer Adriatique. Promu lieutenant de vaisseau le 2 août 1917, il est décoré de la Légion d'honneur et de la croix de guerre 1914-1918. Son frère Édouard, enseigne de vaisseau, est mort pour la France en 1916.
En juin 1918, à Paris, il épouse Marie Nicole Meffre, petite-fille de l'amiral Charles Joseph Dumas-Vence et sœur de Jacques Meffre. De ce mariage naissent huit enfants.

### Entre-deux-guerres
Il est nommé commandant du sous-marin Artémis et du groupe Artémis - Aréthuse en 1920.
Il est officier breveté de l'École supérieure de la Marine (promotion 1924).
Capitaine de corvette le 7 mars 1925, puis capitaine de frégate le 4 janvier 1929, officier de la Légion d'honneur, il commande le torpilleur Mars à partir de 1930 et est promu capitaine de vaisseau.
Il passe par l'École de guerre, puis par l'École des hautes études navales (1935).
Il prend le commandement du croiseur de 1re classe Duquesne en janvier 1936.
Au mois de mai de la même année, il est choisi en tant que capitaine de pavillon par l'amiral commandant en chef l'escadre de la Méditerranée et reçoit à ce titre le commandement du croiseur Algérie.

### Seconde Guerre mondiale
Lors de la Seconde Guerre mondiale, contre-amiral, il est nommé chef d'état-major du théâtre d'opérations de la Méditerranée, puis de la troisième escadre. Dans ces dernières fonctions, il dirige le bombardement des objectifs militaires de la région génoise par une force navale, en mai 1940, et est cité à l'ordre du corps d'armée à cette occasion.
Après la signature de l'Armistice, il reçoit le commandement du Front de Mer de Toulon.
Le contre-amiral de Blic dirige le Service social des œuvres de la Marine de 1942 à 1944.

## Distinctions
- Commandeur de la Légion d'honneur (27 mai 1952)[1]
- Croix de guerre 1914–1918
- Croix de guerre 1939–1945
- Chevalier de l'ordre du Mérite maritime (1939)[2]

## Armoiries
| Armes | Famille de Blic                                                                                          |
| ----- | --- |
|       | D'azur à une bande d'argent, chargée de trois roses de gueules Couronne : de comte (Titre de courtoisie) |